# Callidium californicum
Callidium californicum là một loài bọ cánh cứng trong họ Cerambycidae.